# コラーゲンヘリックス

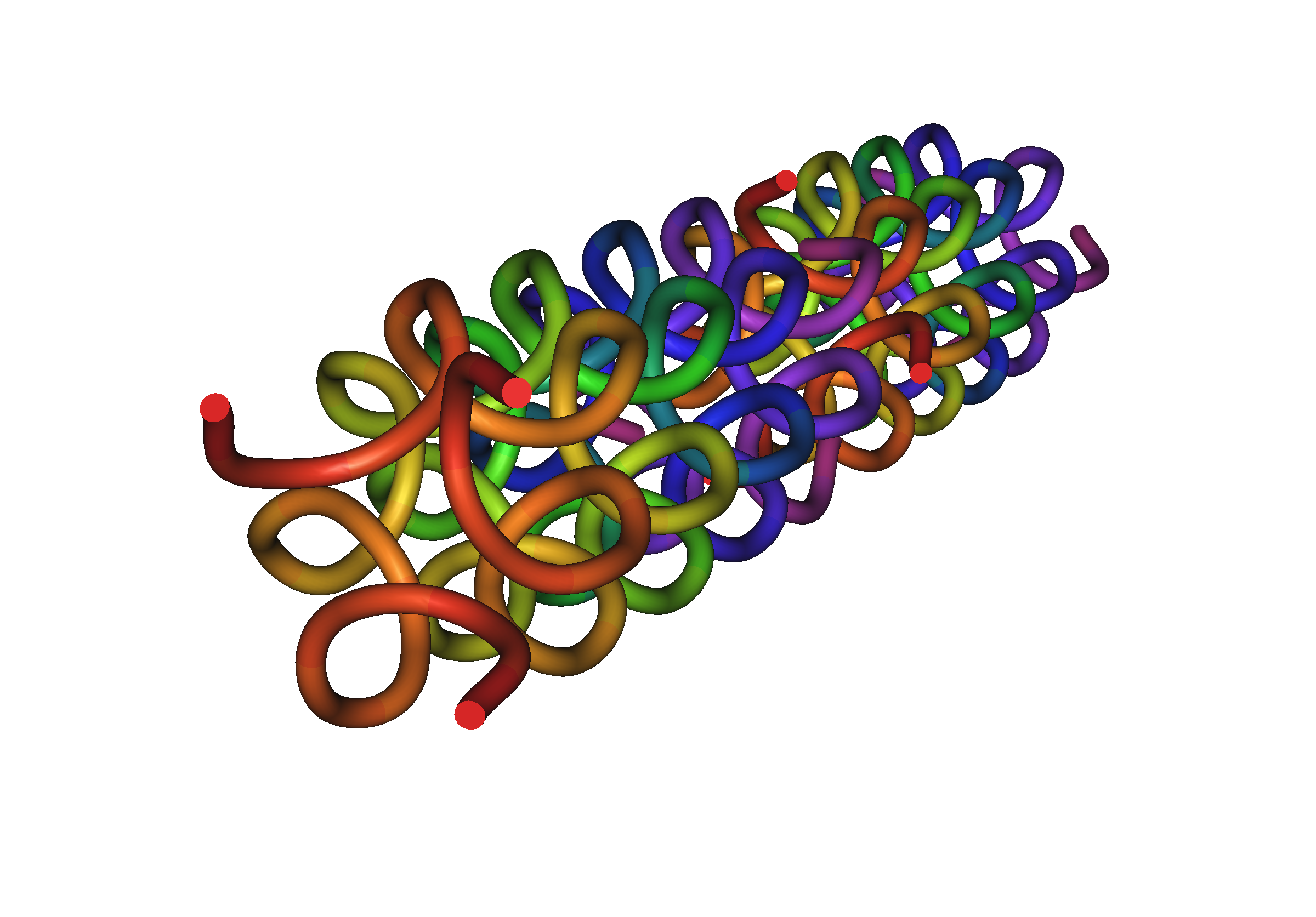
コラーゲンヘリックスのモデル

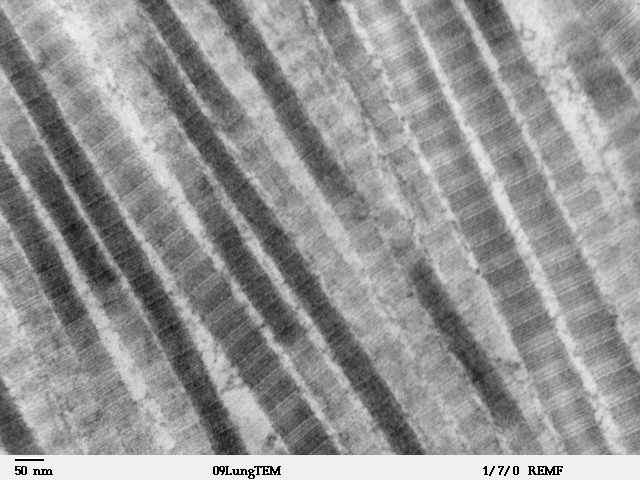
透過型電子顕微鏡で見たコラーゲン繊維

コラーゲンヘリックス（collagen helix）とは、コラーゲン中に良く現れるタンパク質の二次構造の一つである。グリシン-プロリン-ヒドロキシプロリンの3アミノ酸配列の繰り返しからなる三本鎖らせんから構成されている。三本の鎖は、プロリンとヒドロキシプロリンのピロリドン環由来の立体障害により安定化されている。ポリペプチド鎖がこのらせん構造を取ると、ピロリドン環は鎖間を広げ、αヘリックスよりも開いた構造を保つ。3本の鎖は水素結合により繋がっているが、水素原子の供給源はグリシンのアミノ基であり、受容源は他の鎖の残基のカルボキシル基である。ヒドロキシプロリンのカルボキシル基も水素結合に関与している。